# 山靛
山靛（学名：Mercurialis leiocarpa）为大戟科山靛属下的一个种。